# Nowy Klincz
Nowy Klincz [pronunciación en polaco: /ˈnɔvɨ ˈklint͡ʂ/] (en casubio: Nowi Klińcz) es un pueblo ubicado en el distrito administrativo de Gmina Kościerzyna, dentro del Condado de Kościerzyna, Voivodato de Pomerania, en Polonia del norte. Se encuentra aproximadamente a 4 kilómetros al este de Kościerzyna y a 48 kilómetros al suroeste de la capital regional Gdańsk. El pueblo tiene una población total de 586 habitantes.
Para detalles de la historia de la región, véase Historia de Pomerania.